# 巴厘氏盔魚
巴厘氏盔魚，為輻鰭魚綱鱸形目隆頭魚亞目隆頭魚科的其中一種，分布於中東太平洋的夏威夷群島、中途島海域，棲息深度20-146公尺，體長可達30公分，棲息在沙石底質海域，生活習性不明，可作為觀賞魚。

## 擴展閱讀
維基物種上的相關：巴厘氏盔魚